# Estret de Palk
L'estret de Palk (en tàmil பாக்கு நீரிணை) és un estret entre la costa oriental de l'estat de l'Índia de Tamil Nadu i el districte de Jaffna de la província del nord de Sri Lanka. Connecta la badia de Bengala al nord-est amb la badia de Palk al sud-oest. Amb una profunditat mínima inferior a 9,1 metres, té una amplada de 64 a 137 km i una longitud de 140 quilòmetres. Hi desemboquen diversos rius, entre els quals destaquen el riu Vaigai. L'estret rep el nom de Robert Palk, que va ser governador de Madras (1755–1763) durant el període Domini de la Companyia a l'Índia.

## Nom
El poema èpic indi Ramayana, escrit fa milers d'anys a sànscrit i un important text indi, relaten com Rama, amb l'ajuda d'un exèrcit de vanares, va construir un pont de pedres sobre el mar fins a Lanka per rescatar a la seva esposa Sita de les mans del rei Asura Ravana. El moviment Ram Karmabhoomi es va formar per oposar-se a la construcció del canal de navegac|ió, ells s'inspiren en una fotografia satèl·lital de la NASA que diuen prova que existeixen restes del pont encara avui.
El nom del pont d'Adam és una obra posterior al pont de Rama i deriva de la història que el sud de l'Índia o Sri Lanka va ser el lloc del paradís bíblic terrenal, i que el pont d'Adam era creat quan Adam va ser expulsat del paradís.

## Geografia
La badia de Palk està situada al seu extrem sud amb una cadena d'illes baixes i bancs d'esculls anomenats el pont d'Adam, que històricament s'ha conegut en la mitologia hindú com a "Ram Setu", és a dir, el pont de Rama. Aquesta cadena s'estén entre Dhanushkodi a l'illa de Pamban, a Tamil Nadu, i l'illa Mannar a Sri Lanka. L'illa de Rameswaram està lligada al continent indi pel pont de Pamban.

## Història
Els holandesos foren els primers occidentals en explorar els passos i identificar l'estret.
A partir de 1914 s'estableixen trens regulars que uneixen Madras i Colombo mitjançant un ferri que unia Dhanushkodi, a l'illa de Pamban i Talaimannar, a l'illa Mannar. El 1964, un cicló va destruir Dhanushkodi i el ferrocarril i va tenir greus danys a la vora de l'estret i badia de Palk. Dhanushkodi no es va reconstruir i es va abandonar el ferrocarril de Talaimannar a Mahawilachchiya a Sri Lanka a causa de la guerra civil, tot i que posteriorment es va reconstruir completament.
Les aigües poc profundes i els esculls de l'estret dificulten el pas dels grans vaixells, tot i que els vaixells pesquers i les embarcacions petites que transporten comerç costaner han navegat per l'estret durant segles. Els vaixells grans han de viatjar per Sri Lanka. La construcció d'un canal marítim a través de l'estret es va proposar per primera vegada al govern britànic de l'Índia el 1860 i diverses comissions han estudiat la proposta fins als nostres dies. L'estudi més recent del projecte Sethusamudram Shipping Canal Project, com s'anomena ara, va ser una avaluació d'impacte ambiental i un estudi de viabilitat tècnica encarregat pel govern de Tamil Nadu el 2004.
El pla va trobar l'oposició de diversos cercles religiosos. El poema èpic indi Ramayana, escrit fa milers d’anys en sànscrit i un important text hindú, explica com Rama, amb l’ajut d’un exèrcit de vànares, va construir un pont de pedres a través del mar fins a Lanka per rescatar la seva dona Sita del rei Asura Ravana. Per evitar que es construís el canal marítim es va formar el moviment Ram Karmabhoomi.
El 2015 el govern indi va proposar la construcció d'un pont de 23 quilòmetres sobre l'estret. Aquell mateix any fou refusat pel govern de Sri Lanka. També s'ha proposat la construcció d'un túnel ferroviari de llit submarí que unirà l'Índia i Sri Lanka i que passarà per sota de l'estret de Palk.